# スティリコ

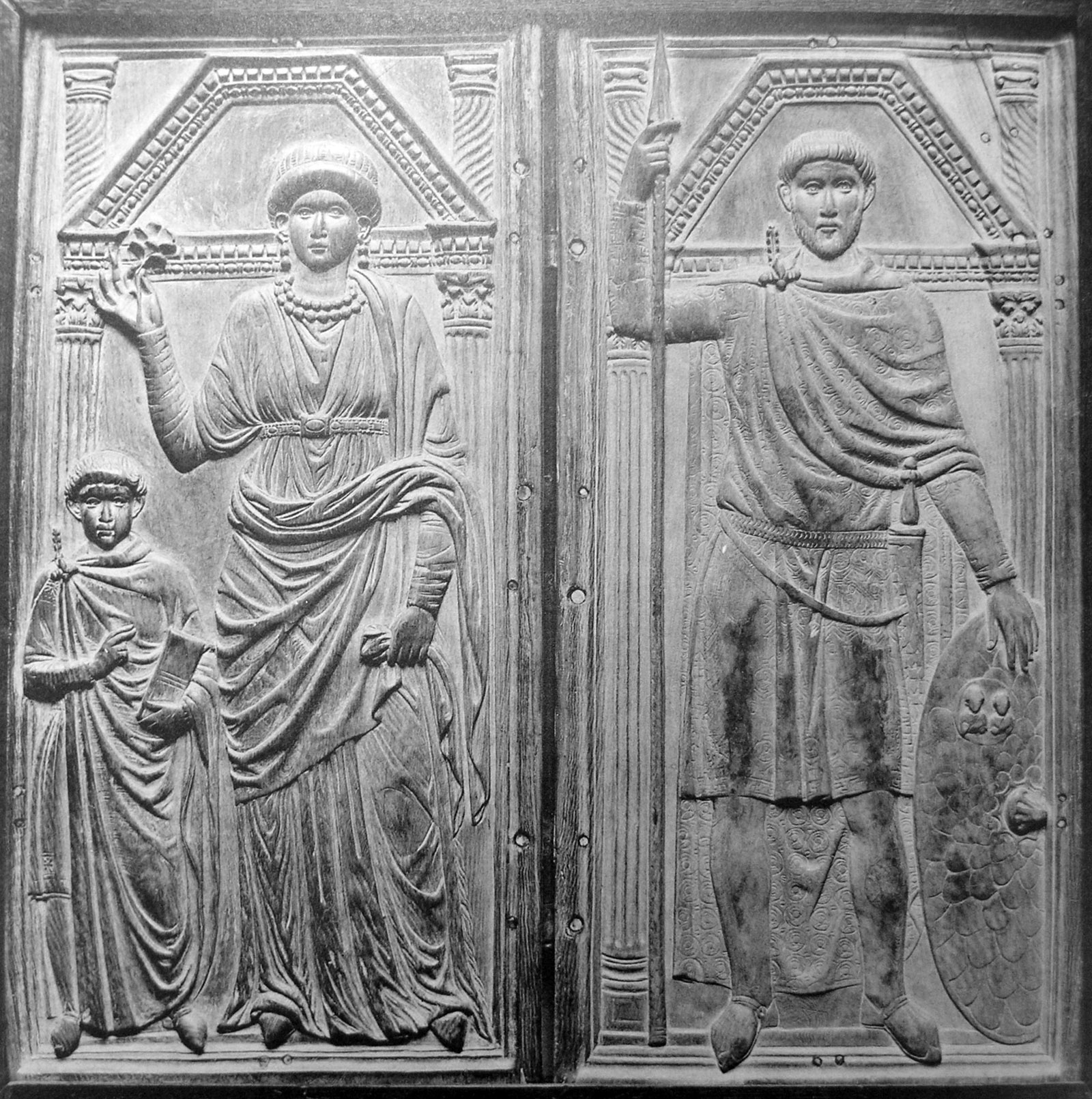
スティリコと妻のレリーフ

フラウィウス・スティリコ（ラテン語: Flavius Stilicho、 365年 - 408年8月22日）は、西ローマ帝国の軍人。

## 生涯

### 出自
父親は蛮族とされたヴァンダル族出身のローマ軍人、母親はローマ人だった。両親の名前、経歴は全く不明であるが、スティリコは自身が「ローマ人」ではないことは自覚していたらしい。当時、母親が蛮族出身であっても父親が「ローマ人」であれば、その間の子は生まれながらにして「ローマ人」であったが、父親が蛮族出身であれば、その子は蛮族であり蔑まれることは当然と考えられていた。そして蛮族出身という出自はスティリコの人生の節目、節目にその姿を現して、スティリコ自身や政敵の動向を大きく左右し、生涯を終えるまでその呪縛（いわゆる、「半蛮族」、「半ローマ人」というアイデンティティ）に苦しみ、結局はその血統が原因となって世間の不信や政敵達の讒言を招き、非業の死を遂げることになる。

### テオドシウスの側近として
若くしてローマ軍に入り、当時帝国東部を統治していたテオドシウス1世のもとで頭角を表す。このテオドシウスは東西帝国領を治める最後の皇帝となる。384年、テオドシウスの命でサーサーン朝（ペルシア）のもとへ、アルメニア王国の分割に関する和平交渉の使節として赴いた。交渉は成功し、スティリコはテオドシウスの護衛隊長に取り立てられ、西ゴート族からの国土防衛を任される。スティリコの能力を認めたテオドシウスは、姪のセレーナを自分の養女とした上で、彼と結婚させる。二人の間には長男エウケリウス（オイヒュリウス）、長女マリア、次女テルマンティアの1男2女が生まれた。そして392年、ウァレンティニアヌス2世が暗殺されるとテオドシウス1世の元で軍の一翼を指揮し、ローマとの同盟を結んだ西ゴート族の族長アラリック（後のアラリック1世）とともにフリギドゥスの戦いで勝利を収める。奮闘したスティリコは西ローマ帝国の防衛の責任に足りうる人物としてテオドシウスから認められ、高位の軍司令官(マギステル・ミリトゥム)の一人として任命された。

### ローマ軍司令官として
394年に主君テオドシウス1世が東西ローマを統一すると、テオドシウスによってローマ軍の総司令官(マギステル・ウトリウスクァエ・ミリタエ)に任命される。翌395年にテオドシウス1世が死去すると帝国の東半分は長男アルカディウス、西半分は次男ホノリウスに移譲され、彼は西ローマ帝国の皇帝となったホノリウスの後見人を務めた。
この年、前述のアラリックが正式に王として即位、アラリック1世となりローマとの同盟を破棄してトラキアで略奪を行ったため、スティリコは東西ローマ軍を率いてメディオラヌムを包囲した西ゴートの軍を撃退する。続いてスティリコはテッサリアでアラリックの軍勢を叩こうと進軍したが、アルカディウス帝の側近、親衛隊長官であったルフィヌスの画策により決戦直前にアルカディウス帝が東ローマの部隊の撤退を命じたため、スティリコも戦うことなく撤退した。
397年にはアラリックを再びマケドニアで敗るも、アラリックが周辺の山岳に敗走、捕らえる事ができなかった。そして同年にアフリカで勃発したギルドーの反乱を鎮圧。続いてラエティアでヴァンダル族に対する戦役を展開した。
しかしスティリコの勢力伸長を嫌った東ローマのエウトロピウスは、スティリコの勢力を削ぐ為に398年、アラリックを東西ローマの境界地域の軍事の責任者であるイリュリクム総司令官に任命し、アラリックを西ローマに侵入させた。
401年、アラリックに率いられたゴート族がミラノを包囲すると、スティリコはブリタンニアやガリアに駐屯していた兵力を集めて対抗し、402年にポレンティアの戦い、ヴェローナの戦いでアラリックに勝利した。

### 死
スティリコは自らが破ったアラリックを西ローマの同盟軍とし、マケドニアとダキアへの侵攻に使おうと考えた。しかしスティリコがライン河流域から戦力を引き抜いてイタリア半島での戦いに使った結果、防御力が手薄となったこの前線にラガダイススに率いられたゴート族が侵入し、西ローマ帝国のガリア地域は混乱し、アラリックとの共同作戦は実現しなかった。
408年、東ローマのテオドシウス2世の即位に際して義理の息子であった西ローマのホノリウス帝とスティリコは不和となり、書記長官であったオリュンピウスの讒言によってスティリコは反逆罪で逮捕・処刑された。

## 墓所
ミラノのサンタンブロージョ教会には4世紀に製作された「スティリコの石棺」と呼ばれる石棺があるが、名づけられたのは18世紀であり、実際にこれに埋葬された人物は不明である。

## 家族
テオドシウス1世の姪で、アルカディウスとホノリウスの従姉にあたるセレーナ（370年頃-409年）と結婚し、長男エウケリウス（オイヒェリウス）（388年/389年/390年頃-408年8月22/3日）、長女マリア（385年頃-407年2月）、次女テルマンティア（386年頃-415年7月30日以前）の1男2女を儲けた。娘2人はホノリウスの妻となったが、2人とも子を儲ける事はなく、マリアは父母より先に病没し、テルマンティアは父母の死後、修道院に入り、そこで死去した。エウケリウス（オイヒュリウス）はスティリコの死後、ローマに逃れたが捕らえられて捕虜となって殺害され、セレーナも処刑された。こうして、スティリコとセレーナの家系は途絶えた。